# Els Esmallols
Els Esmallols, és un paratge en part constituït per camps de conreu -antigues vinyes- actualment abandonats del terme municipal de Conca de Dalt, al Pallars Jussà, a l'antic terme de Toralla i Serradell, en el territori del poble d'Erinyà.
Està situada al sud-oest d'Erinyà, al sud-est de lo Planell i al nord de l'extrem de llevant del Riu d'Aparici, a l'esquerra del riu de Serradell. És al sud-oest, també, de la Plana d'Agustí.